# 北海道中央バス白石営業所

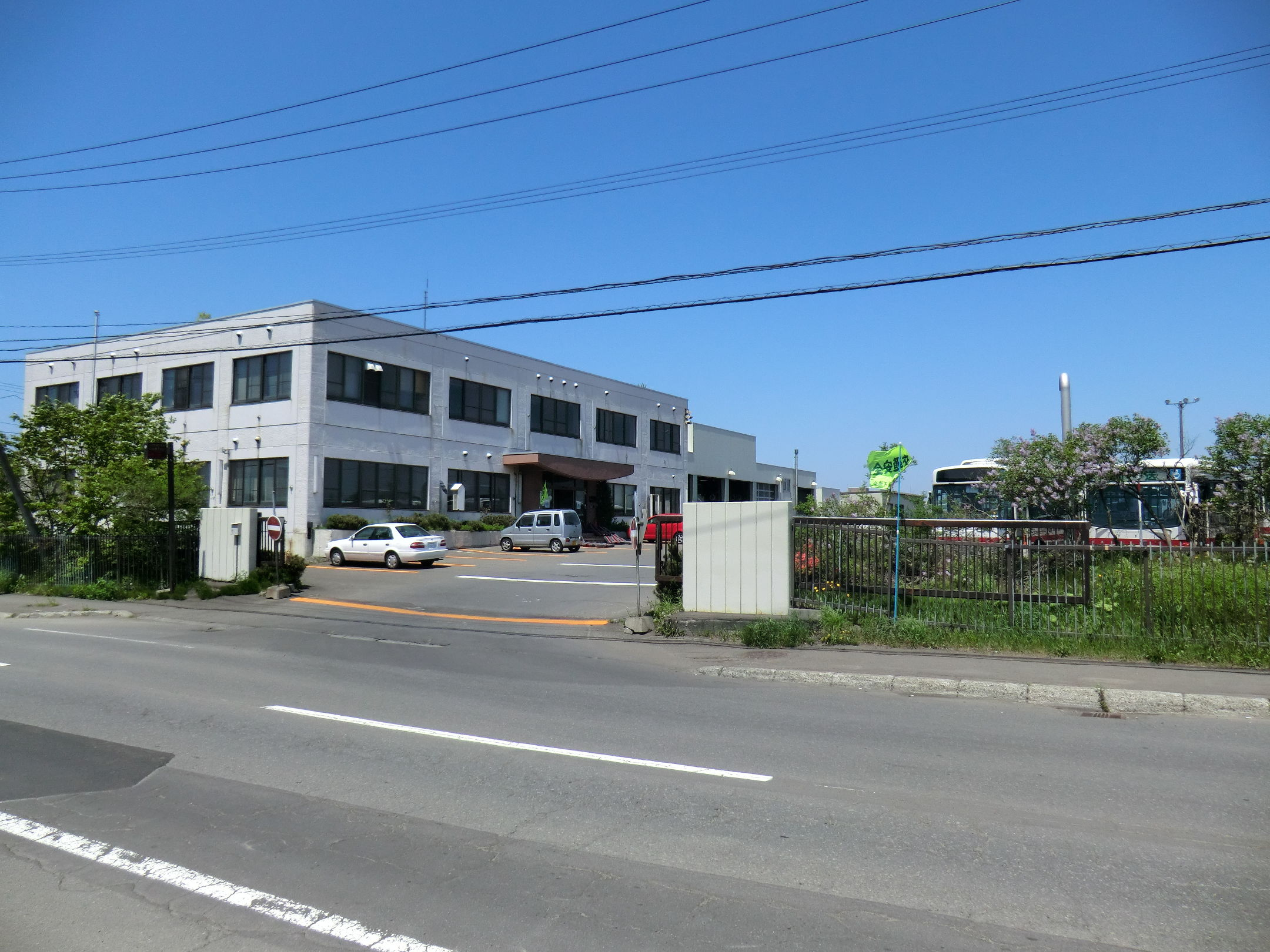
北海道中央バス 白石営業所

北海道中央バス白石営業所（ほっかいどうちゅうおうバスしろいしえいぎょうしょ）は、北海道中央バス（中央バス）が北海道札幌市白石区川北2254-7に設置する、バス事業部（旧・札幌事業部）に属する営業所である。乗車券発売は定期乗車券の予約取次のみ行う。
敷地内に整備部札幌整備工場に属する白石整備場を併設する。

## 歴史
- 1960年（昭和35年）12月3日 - 札幌市交通局白石営業所として、札幌市白石町本通16丁目南（現在JICA札幌国際センターなどがある位置）に開設。
- 1977年（昭和52年）11月 - 東営業所の開設に伴い、東区内の路線を移譲。
- 1986年（昭和61年） - 厚別支所開設。
- 1993年（平成5年）12月20日 - 現在地に移転。
- 2001年（平成13年）4月1日 - 札幌市営バスよりに営業所移譲。同日厚別支所（バス停名は「厚別東5条1」に変更）廃止。
- 2008年（平成20年）
  - 6月17日 - 同年12月に白石営業所管轄の北郷線、川下線、本郷線、米里線、山本線、厚別通線、小野幌線、白石本線、北郷本線を廃止すると届出[3]（白石本線・北郷本線以外は札幌市営バス移管路線）。
  - 9月4日 - 上記路線廃止届を撤回。

## 現行路線
白石区・厚別区方面が中心。下記の他、他営業所が主担当の路線を運行する場合や、下記路線を他営業所が運行する場合がある。
札幌市交通局（札幌市営地下鉄）との連絡運輸（乗継割引）は、太字（乗継指定）停留所・駅からバス乗車方向関わらず全区間で適用。札幌駅前発着路線は非適用となる。乗継割引に関する概要は、北海道中央バス#運賃形態、札幌市営地下鉄#乗継割引を参照。
2023年（令和5年）12月1日現在。

### 札幌駅前発着

#### 白石本線
- 55：札幌駅前 - 北1条 - サッポロファクトリー - 東橋 - 菊水上町3条3丁目 - 北郷3条4丁目 - 北白石中学校 - 北郷公園 -  白石高校正門 - 白石営業所
  - 2004年（平成16年）9月8日新設（平和大橋は前日開通）。

#### 北郷本線（札幌駅前発着）
- 57：札幌駅前 - （55と同経路） - 北郷3条4丁目 - 北郷4条9丁目 - 川下5条1丁目 - 白石高校 - 白石営業所
  - 2005年（平成17年）2月1日新設。

### 地下鉄白石駅発着

#### 川下線
- 白22：地下鉄白石駅 - 中央3条4丁目 - 北郷3条3丁目 - 北郷2条8丁目 - 北都小学校 - 川下5条1丁目 - 白石高校 - 白石営業所
  - 1993年（平成5年）12月20日、営業所移転に伴い、(白22)北郷2条線（地下鉄白石駅前 - 中央1条3 - 北郷2条9 - (旧)白石営業所前）の終点を(現)白石営業所に、路線名を(白24)川下線（地下鉄白石駅 - 中央1条3 - 北郷2条7 - 北郷4条9 - 川北1条2 - 白石高校 - (現)白石営業所）に系統変更。
  - 1996年（平成8年）4月1日、番号を(白22)に、経由を川北1条2から北郷2条13に変更。
  - 2022年（令和4年）4月1日、日祝ダイヤが運休となる。
- 白24：地下鉄白石駅 - 白石本通4丁目 - JR白石駅 - 北郷2条7丁目 - 川下会館 - 八幡宮 - 川下公園・白石高校経由/川下共栄・北川下経由 - 白石営業所（→東米里→白陵高校）
  - 川下公園・白石高校経由の一部便は白陵高校まで運行。

#### 北郷線
- 白23：地下鉄白石駅 - 白石小学校 - JR白石駅北口 - 北白石中学校 - 北郷公園 - 白石高校正門 - 白石営業所（ - 東米里 - 白陵高校）
  - 一部便は白陵高校まで運行。
  - 地下鉄白石駅行きの一部便は「北郷通直通便」として運行。JR白石駅北口を経由しない。
- 白23：地下鉄白石駅 - （同経路） - 白石高校正門 - 川下公園 - 川下共栄 - 北川下 - 白石開拓記念碑 - 白石営業所
  - 2003年（平成15年）12月1日、白石開拓記念碑経由便の経路を、「地下鉄白石駅 - 瑞穂中央 - 白石開拓記念碑 - 白石営業所」から「地下鉄白石駅 - 川下公園 - 北川下 - 白石開拓記念碑 - 白石営業所」の大回り経路に変更。
  - 2008年（平成20年）12月17日、JR白石駅北口への乗り入れを開始。南口への乗り入れは前日で終了。同時に、JR白石駅に乗り入れない「北郷通直通便」を新設[7]。
  - 2009年（平成21年）12月1日、急行便（地下鉄白石駅←（環状通）←北郷公園←白石営業所）を廃止、北郷通直通便に振り替え。

#### 北郷本線（地下鉄白石駅発着）
- 白57：地下鉄白石駅 - 中央3条4丁目 - 北郷3条4丁目 - 北郷4条9丁目 - 川下5条1丁目 - 白石高校 - 白石営業所
  - 2023年（令和5年）4月1日、系統新設[8]。

#### 白石平岸線
- 白30：地下鉄白石駅 - 栄通1丁目 - 美園駅 - 豊平区役所 - 平岸3条9丁目 - 平岸駅
  - 2000年（平成12年）4月1日、札幌市営バスから北海道中央バス（平岡営業所）に移譲。
  - 2001年（平成13年）4月1日、白石営業所に転籍。

#### 北15条線
- 東60：地下鉄白石駅 - 平和通1丁目 - 菊水元町6条2丁目 - 本町2条9丁目 - 札幌小学校 - 環状通東駅

### 新さっぽろ駅発着
「新さっぽろ駅」は新札幌バスターミナルに発着する。

#### もみじ台団地線
- 白28：厚別東5条1丁目 - 新さっぽろ駅 - もみじ台団地入口 - もみじ台北3丁目 - もみじ台南2丁目 - もみじ台団地
  - 札幌市営バス当時は厚別支所管轄。
  - 1998年（平成10年）4月1日、(白37)厚別東通線（新さっぽろ駅 - 厚別東3条1 - 厚別支所前（現在の厚別東5条1丁目）の廃止に伴い、白28の一部便を厚別支所前まで延長。[9]
  - 2022年（令和4年）4月1日、白28テクノパーク入口経由便・白29の日祝ダイヤが運休となる。
  - 2025年（令和7年）4月1日、白28テクノパーク入口経由便・白29（新さっぽろ駅 - 青葉町9丁目 - もみじ台団地）を廃止[10]。

#### 小野幌線
- 白35：新さっぽろ駅 - 厚別東3条1丁目 - 小野幌小学校 - 厚別中学校 - 小野幌神社 - 厚別北3条4丁目 - タウン中通 - 森林公園駅
  - 札幌市営バス当時は厚別支所管轄。
  - 2005年（平成17年）7月1日、森林公園パークタウンに乗り入れ開始。
  - 2018年（平成30年）12月1日、新さっぽろ駅 - 厚別中学校間、南郷通（もみじ台団地入口・もみじ台北3丁目）経由から原始林通経由の現経路に変更[11]。

#### 北都線
- 白25：南郷7丁目駅 - 北郷2条8丁目 - 北都小学校 - 東川下 - 厚別西2条3丁目 - 厚別中央5条5丁目 - 東商業高校 - 新さっぽろ駅
  - 札幌市営バス当時は厚別支所管轄。
  - 2000年（平成12年）4月1日、札幌市営バスから北海道中央バス（平岡営業所）に移譲。
  - 2001年（平成13年）4月1日、白石営業所に転籍。

#### 厚別通線
- 白38：新さっぽろ駅 - 小野幌小学校 - 厚別中学校 - 小野幌神社 - 厚別北小学校 - 厚別高校 - 川下5条1丁目 - 白石高校 - 白石営業所（ - 東米里 - 白陵高校）
  - 一部便は白陵高校発着で運行。
  - 札幌市営バス当時は厚別支所管轄。

#### 山本線
- 白27：新さっぽろ駅 - 青葉町1丁目 - ひばりが丘駅 - 旭町 - 花き卸売市場 - 山本稲荷 - 厚別高校 - 山本中央 - 山本四区（→白陵高校）
  - 一部便は白陵高校まで運行。2001年12月1日新設（厚別高校止まりの便を延長）。
  - 札幌市営バス当時は厚別支所管轄。

#### 新さっぽろ平岡線
（ジェイ・アール北海道バス（厚別営業所）と相互乗り入れ）
- 循環新111：新さっぽろ駅 - 青葉町1丁目 - 厚別南4丁目 - 雇用促進住宅入口（→平岡公園東2丁目→平岡4条3丁目→上野幌2条1丁目→雇用促進住宅入口）
  - 1999年（平成11年）4月1日開設。新さっぽろから雇用促進住宅入口を経て、カッコ内を循環し、雇用促進住宅入口から新さっぽろへ戻る循環線。
  - 2019年（平成31年）4月1日、平岡営業所から移管。系統番号を新111から変更[12]。

## 休廃止路線
本郷線

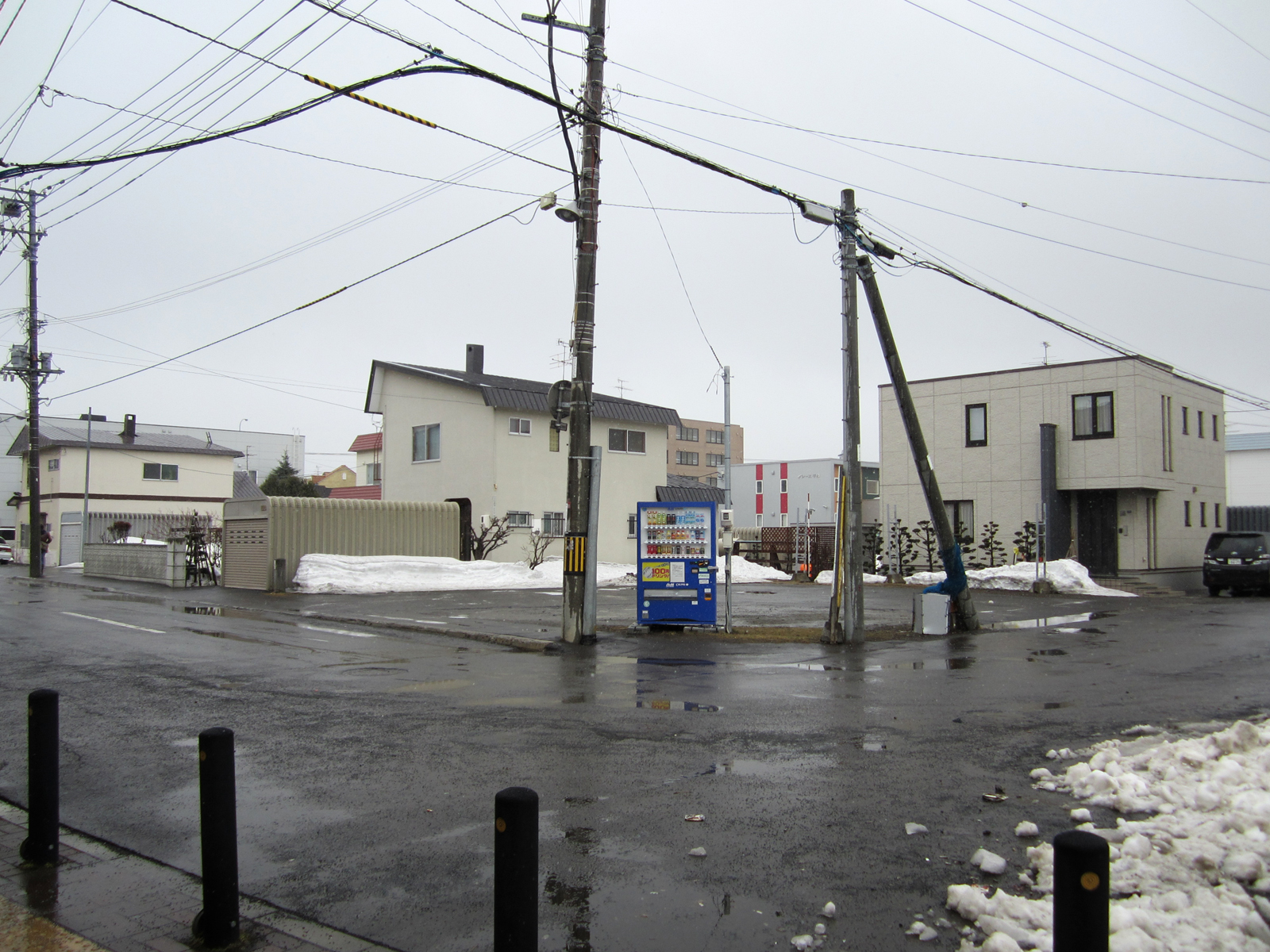
北柏山バス転換所

- 白34：地下鉄白石駅 - 白石区役所 - 白石本通8 - （白石本通） - 北柏山
- 白34：地下鉄白石駅 - 白石区役所 - 白石本通8 - （平和通） - 大谷地駅（大谷地バスターミナル）
  - 1993年（平成5年）12月20日、札幌市交通局白石営業所移転に伴い以下の4路線を統合し、上記2系統を新設。
    - (白34)本郷線（地下鉄白石駅 - 白石区役所前 - 白石本通8 - (旧)白石営業所前）
    - (白33)白石本通線（地下鉄白石駅 - 白石中央 - 白石本通8 - (旧)白石営業所前）
    - (白26)柏山線（南郷7丁目駅 - 白石本通8 - 北柏山）
    - (白29)平和通線（地下鉄白石駅 - 平和通3 - （平和通） - 大谷地駅）

  - 2010年（平成22年）4月1日、大谷地駅発着系統を廃止[13]。
  - 2016年（平成28年）12月1日、廃止。72 南郷線をJR平和駅前（旧 北柏山）まで延伸し代替[14]。

米里線
- 白7：地下鉄白石駅  - 環状通・米里通 - 白陵高校
  - 2010年（平成22年）4月1日、廃止[13]。
  - 旧札幌市営バス・白7 米里線の他の系統は空知線 (ジェイ・アール北海道バス)#菊水元町・北郷・米里方面を参照。

創成川・白石線
- 創75：札幌駅北口 - 札幌ターミナル→南3条橋（往路）/北海道四季劇場←南3条東2丁目（復路） - 豊平橋 - 豊平3条8丁目  - 美園3条2丁目 - 豊平郵便局 - 月寒東2条1丁目 - 月寒中学校 - アサヒビール園 - 白石本通4丁目 - JR白石駅
  - 1998年（平成10年）12月1日、南郷営業所の廃止に伴い平岡営業所に移管。
  - 2001年（平成13年）12月1日、白石営業所へ移管。
  - 2011年（平成23年）12月1日、起点を札幌駅前から札幌駅北口に、都心と月寒の経路を変更し、75 白石線から創75 創成川・白石線に変更[15]。同時に、創成川公園線（札幌駅前 - 創成川通 - 福住駅、同年5月23日運行開始、大曲営業所管轄）を廃止。
  - 2019年（平成31年）4月1日、廃止[16]。

南郷線
- 72：札幌駅前 - 北1条 - 南4条（往路）/南3条（復路） - 豊平橋 - 豊平3条8丁目 - 東札幌2条3丁目 - 日章中学校 - 地下鉄白石駅 - アサヒビール園 - 南郷7丁目駅 - 南郷通9丁目 - 本郷通13丁目 - 白石神社 - 平和通17丁目 - 平和駅
  - 地下鉄乗継割引は地下鉄白石駅 - 南郷7丁目駅 - 平和駅間で適用。
  - 1998年（平成10年）12月1日、南郷営業所の廃止に伴い平岡営業所に移管。
  - 2011年（平成23年）12月1日、白石営業所に移管。
  - 2016年（平成28年）12月1日、白34の廃止に伴い本郷通13丁目からJR平和駅前まで延伸[14]。　
  - 2023年（令和5年）12月1日、廃止[17]。

新さっぽろ線
- 新93・循環新93：新さっぽろ駅 - 青葉町1丁目 - 厚別南4丁目 - 太洋団地入口 - 東栄通中央 - 東栄通 - ライブヒルズ南 - 緑ヶ丘団地/緑ヶ丘団地東
  - 新93の往路は緑ヶ丘団地東経由緑ヶ丘団地終着、復路は緑ヶ丘団地東始発緑ヶ丘団地経由。
  - 2019年（平成31年）4月1日、大曲営業所から移管。緑ヶ丘団地で打ち切らず新さっぽろへ戻る循環新93新設[12]。
  - 2025年（令和7年）4月1日、廃止[10]。

厚別ふれあい循環バス
- 厚別駅→厚別中央まちづくりセンター→旭町→ひばりが丘駅→青葉町1丁目→新さっぽろ駅→東商業高校→厚別中央5条5丁目→厚別駅
  - 連続で循環運転。始発便運行開始と最終便運行終了は厚別駅。
  - 2003年（平成15年）4月1日、定期運行開始。
  - 2023年（令和5年）4月1日、土曜日運行終了。このバスは、元々日祝運休だったため土日祝運休となる。
  - 2025年（令和7年）4月1日、廃止[10]。厚別ふれあい循環バス対策検討会（札幌観光バス）が引き継ぐ[18][19]。